# Rosa Monfort Ribalta
Rosa Monfort Ribalta (Castelló de la Plana, 1920 - 2004) fou una actriu i cantant castellonenca.
Filla de Primitivo Monfort Bayot i Pepita Ribalta. Des de ben menuda ja li agradava cantar, i escoltar la ràdio era la seua major afició. Autodidacta, feu el seu debut a la plaça Major de Castelló als dotze anys amb Pepito García, amb qui interpretà el pasdoble Carmen, la cigarrera. Després d'aquest primerenc debut actuà al Teatre Principal en un homenatge que se li tributà a Durruti amb molt bona crítica de la premsa local.
A partir de 1936, Rosita es convertí en l'artista jove local més sol·licitada quan faltaven actrius o cantants de repartiment en alguna sarsuela, revista o peça teatral que es representava al Teatre Principal, perquè era admirada com a cantant i actriu. Convencé la seua mare per examinar-se a València i aconseguir el carnet professional d'artista que exhibia orgullosa, perquè fou una de les primeres joves castellonenques a obtenir-lo per poder treballar en tota mena de companyies artístiques i poder eixir de gira.
El 1939 realitzà una gira per l'illa de Mallorca amb l'espectacle Gimenoff y Rosita Monfort, la muñequita del varieté con sus estilos modernos. Al títol l'acompanyava una nota informativa: « A este espectáculo pueden asistir todas las personas por ser altamente moral». Obtingué un èxit notable amb aquest espectacle que passejà després per la resta de teatres de l'estat espanyol, sempre acompanyada de sa mare. Miguel de Molina la contractà per formar part de la seua companyia durant sis mesos.
Actuà com a artista convidada en una festa celebrada en una villa privada a Benicàssim amb la presència del general Aranda i també a l'antiga Pèrgola, en l'espectacle que s'oferí a Franco durant la seua estada a Castelló, el maig de 1958. Rosita comentava que només volia cantar, no li importava per a qui actuara, sempre posava el mateix entusiasme, ja fóra per a Durruti, per al general Aranda o per a Franco. La política no li interessava, només el teatre, la sarsuela i la música.
La seua afició a l'escena i la seua versatilitat li permeteren actuar com a tiple còmica en sarsueles del grup castellonenc Mastro Breton; dama de caràcter en obres de teatre (es recorda la seua Doña Brígida de Don Juan Tenorio); solista en espectacles de varietés; vocalista d'orquestra de ball, amb les orquestres Rossell i Planas; veu aguda en la Coral Polifònica Castellonenca d'Educació i Descans, a més d'autora de les lletres d'algunes de les cançons que interpretava: Noche de Nostalgia, Velero de mis amores, entre d'altres.
Els últims anys abans de morir aconseguí el seu somni, tornar a les ciutats i als teatres on actuà i triomfà els anys de postguerra. L'última actuació la dugué a terme al Teatre Principal de Castelló en un homenatge que se li reté al mestre Felip el 1973. La seua afició al món artístic la dugué a treballar com a taquillera en un cinema fins a la jubilació.